# Sibret
Sibret (en wallon : Sibret, Sîbrèt /siː'bʀɛ/ ) est un village de l'Ardenne belge, dans la province de Luxembourg, en Belgique.  Administrativement il fait aujourd'hui partie de la commune de Vaux-sur-Sûre située en Région wallonne. Situé à environ 7 kilomètres au sud-ouest de Bastogne le village est traversé par le ruisseau de Brul. Le village qui compte un peu moins de 1 000 habitants était une commune à part entière avant la fusion des communes de 1977.

## Démographie
- Source: INS recensements population

## Histoire
Après la Révolution française, Sibret fera partie du département des Forêts et le pouvoir des seigneurs de Carcano disparaîtra. Siège d'un ancien doyenné du diocèse de Namur, le village de Sibret subit beaucoup de dégâts causés par l'aviation américaine durant la bataille des Ardennes en décembre 1944.

## Patrimoine et culture

### Patrimoine architectural
- L'ancien cimetière de Sibret, patrimoine classé par la Région wallonne

 Patrimoine classé (1950, no 82036-CLT-0001-01)
- Depuis 1951 le jeu de la Passion du Christ y est représenté régulièrement.
- Le village avait une gare (halte) sur la ligne de chemin de fer qui allait de Libramont à Bastogne.

## Économie
Depuis 2008, la brasserie de Bastogne produisant notamment la Trouffette est implantée dans une ferme du hameau de Belleau.